# Chemical Science
Chemical Science (nach ISO 4 abgekürzt Chem. Sci.) ist eine wissenschaftliche Fachzeitschrift, die von der Royal Society of Chemistry veröffentlicht wird. Die Zeitschrift wurde 2010 gegründet und erscheint derzeit (2019) mit 48 Ausgaben im Jahr. Es werden Arbeiten aus allen Bereichen der Chemie veröffentlicht. Die Zeitschrift erscheint seit 2015 im Open Access.
Der Impact Factor lag im Jahr 2020 bei 9,825. Nach der Statistik des ISI Web of Knowledge wurde das Journal 2014 in der Kategorie multidisziplinäre Chemie an 22. Stelle von 178 Zeitschriften geführt.